# 鶯谷川
鶯谷川（うぐいすだにがわ）は、徳島県阿波市を流れる吉野川水系の河川である。

## 地理
阿波市市場町切幡の切幡山から南下した後、吉野川に沿って東へ流下し、柿ノ木谷川へ合流していたが、1995年（平成7年）から2002年（平成14年）にかけて実施された鶯谷川改修事業により直接吉野川へ合流する形態となった。
かつての流路は市場町大野島の下流域で東へ流れを変えて、柿ノ木谷川へ合流していた。

## 主な橋梁
- 鶯谷川樋門 - 徳島県道138号香美吉野線。2002年（平成14年）に設置。
- 鶯谷橋 - 市道阿讃山麓線。1972年（昭和47年）に設置。

## 流域の主な施設
- 大野寺
- 建布都神社